# Max Robert
Max Robert (* 9. Juni 1967 in Nantes) ist ein ehemaliger französischer Bobfahrer und Sprinter.

## Karriere
Max Robert wurde 1990 als Anschieber von Éric Alard Juniorenweltmeister im Viererbob. Es folgte ein 8. Platz im Viererbob von Christoph Flacher bei der Bob-Europameisterschaft 1993 sowie jeweils Rang 21 im Zweier- und Viererbob-Wettkampf bei den Olympischen Winterspielen 1994 in Lillehammer. 1995 wurde Robert französischer Meister mit der 4-mal-100-Meter-Staffel in der Leichtathletik und konnte im Dezember als Anschieber von Bruno Mingeon seine erste Podiumsplatzierung im Bob-Weltcup erzielen. Bei seiner zweiten Olympiateilnahme in Nagano 1998 gewann er zusammen mit Emmanuel Hostache, Éric Le Chanony und Pilot Bruno Mingeon die Bronzemedaille im Viererbob-Wettkampf. Ein Jahr später wurde die Crew in Cortina d’Ampezzo Weltmeister und 2000 an gleicher Stelle Europameister.
Beruflich war Max Robert bei der Brigade de sapeurs-pompiers de Paris und später an der Militärsportschule Joinville tätig.
Ab 2020 trainierte er das französische Frauenbobteam.